# CloudOver
CloudOver – oprogramowanie służące do tworzenia prywatnych chmur obliczeniowych. Pozwala na połączenie komputerów i serwerów w jednolite, elastyczne środowisko pozwalające na wirtualizację sieci, zarządzanie wspólną przestrzenią dyskową i tworzenie wirtualnych maszyn. Głównym komponentem chmury CloudOver jest program CoreCluster zapewniający podstawowe elementy chmury i udostępniający API chmury. Wraz z dodatkowymi pakietami odpowiedzialnymi za obsługę zasobów węzłów chmury (CoreNode), oraz dodatkami tworzą chmurę CloudOver.

## Architektura
CloudOver posiada modularną architekturę opartą na systemie agentów. Dostęp do zasobów dostępnych dla użytkownika odbywa się za pośrednictwem interfejsu webowego lub biblioteki PyCore dla języka Python. Zarówno API, jak i warstwa agentów, która zarządza zasobami włączonymi do chmury są zaprojektowane w sposób aby możliwe było horyzontalne skalowanie na wiele redundantnych maszyn.

## Historia projektu
Projekt został rozpoczęty w sierpniu 2014 roku, jako kontynuacja Unijnego projektu Krakowskiej Chmury Obliczeniowej – CC1. W odróżnieniu od niego, architektura została dostosowana do obsługi pojedynczego datacenter, wraz z wprowadzeniem agentowego przetwarzania zadań. Zmieniła się również licencja kodu. CloudOver jest udostępniany na licencji GNU GPLv3. Od połowy 2015 roku rozwojem oprogramowania zajmuje się firma cloudover.io z siedzibą w Londynie.